# Daniel Joachim Köppen
Daniel Joachim Köppen, auch Koeppen (* 15. Dezember 1736 in Lübeck; † 8. Juni 1807 in Zettemin) war ein deutscher evangelisch-lutherischer Geistlicher, Autor und Schulreformer.

## Leben
Daniel Joachim Köppen war der ältere von zwei Söhnen des Kaufmanns Christoph Ernst Köppen († 1757) und dessen Frau Christine Lucie, geb. Siems († 1767). Der Pastor Johann Gerhard Köppen war sein jüngerer Bruder. Trotz des frühen Todes des Vaters gelang es der Mutter, beiden Söhnen gegen alle Hindernisse eine akademische Bildung zu ermöglichen. Er besuchte das Katharineum zu Lübeck und studierte ab 1756 Evangelische Theologie an der Universität Jena. 1758 graduierte er mit einer Disputation über Baruch Spinoza unter dem Vorsitz des ebenfalls aus Lübeck stammenden Balthasar Münter. In Jena war er Mitglied der Teutschen Gesellschaft. Zu seinem Abgang von der Universität 1760 widmete ihm Johann Heinrich Carstens eine Abhandlung. 

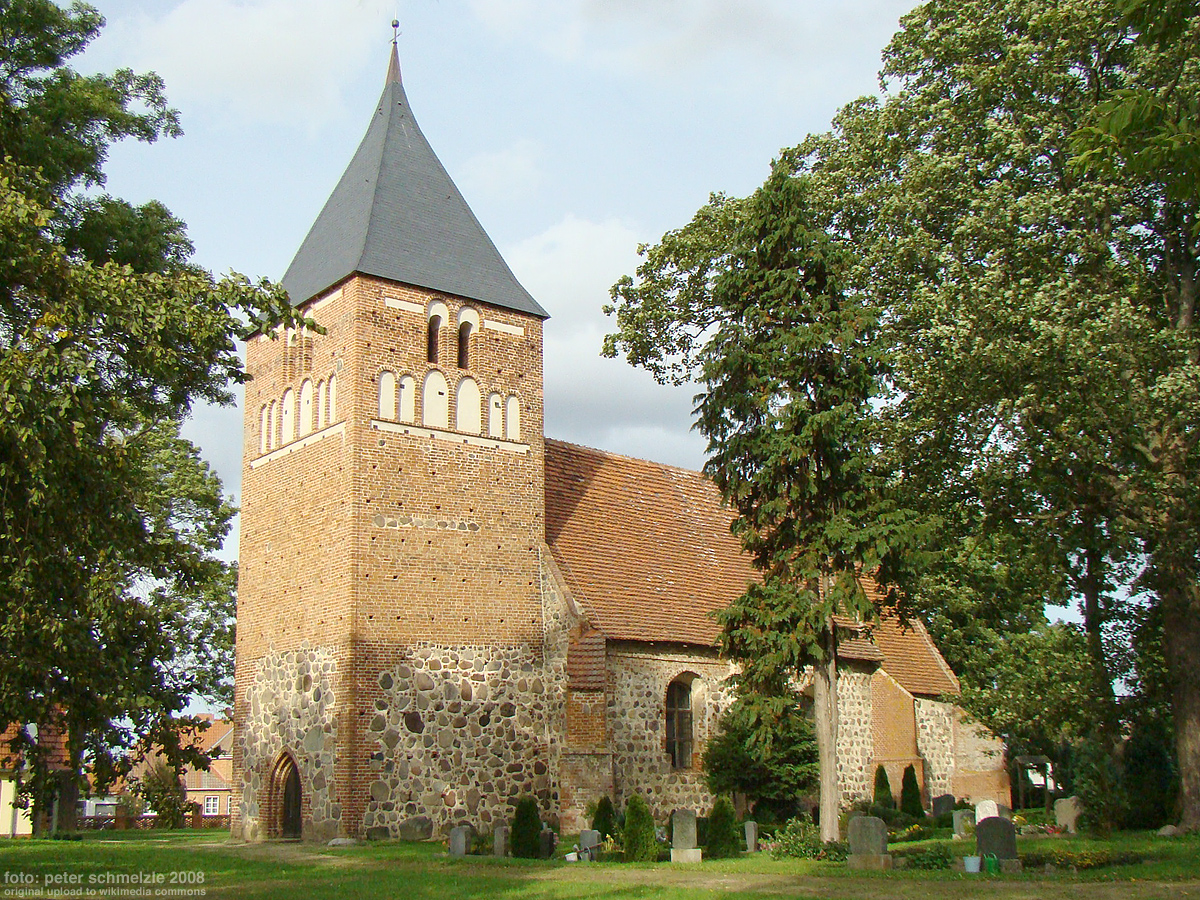
Dorfkirche in Zettemin

Er wurde zunächst Hauslehrer in Eldena (bei Dömitz). 1765 erhielt er durch den Kirchenpatron Axel Albrecht von Maltzahn auf Zettemin, einer Enklave von Preußisch-Vorpommern in Mecklenburg, die Berufung zum Pastor der Dorfkirche Zettemin. Damit war Köppen zugleich für das mecklenburgische Gielow zuständig. Auf dieser Pfarrstelle blieb er bis an sein Lebensende; eine Berufung zum Generalsuperintendenten in Stettin als Nachfolger von Friedrich Christian Göring 1791 lehnte er ab. Köppen gehörte zu den wenigen, die das allgemein kritisierte Woellnersche Religionsedikt publizistisch verteidigten.
In Zettemin brachte er die Kirchenfinanzen in Ordnung, was 1779/80 den Bau einer Orgel in der Kirche von Zettemin durch Matthias Friese ermöglichte, und setzte sich sehr für eine Reform des Dorfschulwesens ein. Er entwickelte eine für einen vorpommerschen Dorfpastor ganz ungewöhnliche publizistische Wirksamkeit, galt aber in seinen beiden Gemeinden als „ein Gelehrter, ein den praktischen Verhältnissen abgeneigter Mann und ließ die Dinge am liebsten gehen, so gut sie mochten, ohne selbstthätig einzugreifen“.
Seit 1767 war er verheiratet mit Eva Charlotte Sophie, geb. Stock aus Neubrandenburg. Nach ihrem frühen kinderlosen Tod 1774 heiratete er nicht wieder.

## Werke
- Theologiae Naturalis Polemicae Specimen exhibens historiam dogmata et refutationem systematis illius quod a Benedicto de Spinoza nomen habet. Jena 1758

Digitalisat, Bayerische Staatsbibliothek
- Specimen de rationali religionis electione. 1759 (Gratulationsschrift zum Amtsantritt Balthasar Münters)

Digitalisat, Bayerische Staatsbibliothek
- Der Hauptzweck des Predigeramtes. Leipzig: Hilscher 1778

Digitalisat, Bayerische Staatsbibliothek
- Unterricht für Schulmeister niederer Schulen. 1782
  - Daniel Joachim Köppens, Pastors zu Zettemin [et]c. [et]c. im Königl. Preuss. Vor-Pommern Unterricht für Schullehrer in niedern Schulen: Eine in Hamburg aufgegebene und mit dem ersten Preise gekrönte Abhandlung. Zweite verbesserte Auflage. Rostock und Leipzig: Koppe 1788
- Die Bibel, ein Werk der göttlichen Weisheit. 2 Bände, Rostock und Leipzig: Koppe, 1787/88
  - Ueber einige Recensionen des Buchs: Die Bibel, ein Werk der göttlichen Weisheit: als ein Anhang zu dem gedachten Buch. Rostock: Koppe 1790
  - (Holländische Übersetzung) De Bybel een Werk der Godlyke Wysheid. Door D. J. KöPPEN, Predikant te Zettemin in Pommeren, met eenige bekorting uit het Hoogduitsch vertaald door J. vAN DER Roest , Predikant te Haarlem. Utrecht und Gouda: de Waal & van Lopik 1794
  - Zweite, verbesserte und viel vermehrte Auflage, Rostock und Leipzig: Stiller 1797/98
  - 3. Auflage, hrsg. von Johann Gottfried Scheibel, Leipzig: Fleischer 1837 (Digitalisat)
- Das Recht der Fürsten, die Religionslehrer auf ein feststehendes Symbol zu verpflichten. 1789
- Die Christliche Freyheit und Gleichheit. Leipzig: Hilscher 1795
- Wer ist ein Christ? Oder über den Begriff von einem Christen: Nebst Bemerkungen über das Sendschreiben der jüdischen Hausväter an den Herrn Ober-Consist.-Rath Teller und Dessen Beantwortung. Leipzig: Hilscher 1800

Digitalisat, SLUB